# قائمة سفراء الكويت لدى الولايات المتحدة
السفير الكويتي في واشنطن العاصمة هو الممثل الرسمي للحكومة في مدينة الكويت لدى حكومة الولايات المتحدة .

## قائمة السفراء
| تاريخ الموافقة الدبلوماسية | تاريخ الاعتماد الدبلوماسي | السفير                      | ملاحظات        | أمير الكويت                                                              | رئيس الولايات المتحدة الأمريكية                      | تاريخ انتهاء المهمة |
| -------------------------- | ------------------------- | --------------------------- | -------------- | ------------------------------------------------------------------------ | ---------------------------------------------------- | ------------------- |
| 7 مايو 1962                | —                         | —                           | افتتاح السفارة | عبد الله السالم الصباح                                                   | جون ف. كينيدي                                        | —                   |
| 7 مايو 1962                | —                         | طلعت يعقوب                  | قائم بالأعمال  | عبد الله السالم الصباح                                                   | جون ف. كينيدي                                        | —                   |
| 14 مايو 1962               | 1 يونيو 1962              | عبد الرحمن سليم العتيقي     | —              | عبد الله السالم الصباح                                                   | جون ف. كينيدي                                        | —                   |
| 16 سبتمبر 1963             | 15 أكتوبر 1963            | طلعت الغصين                 | —              | عبد الله السالم الصباح                                                   | ليندون جونسون                                        | —                   |
| 22 مارس 1971               | 27 أبريل 1971             | سالم صباح السالم الصباح     | —              | صباح السالم الصباح                                                       | ريتشارد نيكسون                                       | —                   |
| 19 مارس 1975               | —                         | جميل الحساني                | قائم بالأعمال  | صباح السالم الصباح                                                       | جيرالد فورد                                          | —                   |
| 9 يوليو 1975               | 14 يوليو 1975             | خالد محمد جعفر              | —              | صباح السالم الصباح                                                       | جيرالد فورد                                          | —                   |
| 18 نوفمبر 1980             | —                         | جميل الحساني                | قائم بالأعمال  | جابر الأحمد الصباح                                                       | جيمي كارتر                                           | —                   |
| 6 فبراير 1981              | 24 فبراير 1981            | سعود ناصر الصباح            | —              | جابر الأحمد الصباح                                                       | رونالد ريغان، جورج بوش الأب                          | 1992                |
| 15 يناير 1993              | 14 أبريل 1993             | محمد صباح السالم الصباح     | —              | جابر الأحمد الصباح                                                       | بيل كلينتون، جورج بوش الابن                          | فبراير 2001         |
| 5 سبتمبر 2001              | 10 أكتوبر 2001            | سالم عبد الله الجابر الصباح | —              | جابر الأحمد الصباح، صباح الأحمد الجابر الصباح، نواف الأحمد الجابر الصباح | جورج بوش الابن، باراك أوباما، دونالد ترامب، جو بايدن | مايو 2022           |
| 23 يونيو 2022              | 12 أغسطس 2022             | جاسم البديوي                | —              | نواف الأحمد الجابر الصباح                                                | جو بايدن                                             | مايو 2022           |
| 12 مارس 2023               | 19 أبريل 2023             | الزين الصباح                | —              | نواف الأحمد الجابر الصباح                                                | جو بايدن                                             | —                   |